# Maria Costache
Maria Costache (n. 1927, București, România) a fost o comunistă română, membră de partid din 1945. În 1983, Maria Costache a fost prima femeie numită în funcția de redactor-șef al ziarului România Liberă.  Maria Costache a fost membră al Comitetului Central al Partidului Comunist Român. Maria Costache a fost deputat în Marea Adunare Națională în sesiunea 1985 - 1989 și a fost decorată cu Ordinul Muncii, clasa a III-a.